# Biuletyn Polskiej Misji Historycznej
Biuletyn Polskiej Misji Historycznej – periodyk ukazujący się od 2002 roku w Toruniu. Od 2011 jest rocznikiem. Czasopismo jest organem Polskiej Misji Historycznej funkcjonującej w latach 2001-2009 przy Instytucie Historycznym Maxa Plancka w Getyndze, a od września 2009 roku przy Uniwersytecie Juliusza Maksymiliana w Würzburgu. Pismo poświęcone jest historii Polski i Niemiec